# Timur Rodríguez
Timur Mikaílovich Kerímov (Тиму́р Микаи́лович Кери́мов en ruso) o Teymur Mikayıl oğlu Kərimov (en azerí), conocido artísticamente como Timur Rodríguez (Тимур Родригез en ruso) (14 de octubre de 1979 en Penza, Óblast de Penza) es un cantante, actor y presentador ruso de origen azerí conocido por su participación en programas como Comedy Club y Yúzhnoye Bútovo aparte de presentar otros programas como Krokodil, Sexy Chart y Tantsy bez právil
Es azerí por parte paterna. Su padre, Mikaíl Kerímov fue actor y ventriloquista mientras que su madre fue profesora de inglés y alemán.

## Carrera
A partir de 2009 empezaría su carrera como cantante con el sencillo Uvlechéniye junto con Ani Lorak. Al año siguiente publicaría O tebé y Ya vsyo eschyó bolen toboy. Otros trabajos fueron Out of Space, Welcome to Space y Ya veryu v tvoyú lyubov.

## Vida personal
En septiembre de 2007 se casó con su pareja sentimental: Anna Dévochkina tras proponerle matrimonio en el monte Etna, Grecia. Tiene dos hijos, uno nacido en 2009 y el otro en 2012.